# Cnemidaria ewanii
Cnemidaria ewanii là một loài thực vật có mạch trong họ Cyatheaceae. Loài này được (Alston) R.M. Tryon mô tả khoa học đầu tiên năm 1970.